# Telefe
Telefe je argentinska televizijska postaja u vlasništvu Paramount Globala. Osnovali su je 1990. Avelino Porto i drugih suradnici. Sjedište joj je u Buenos Airesu.

## Vanjske poveznice
- Službena stranica  Arhivirana inačica izvorne stranice od 5. lipnja 2009. (Wayback Machine)